# Magic pushbutton
En computación el antipatrón de diseño magic pushbutton ocurre en el desarrollo de interfaces gráficas, cuando el programador construye primero la interfaz gráfica y luego las llamadas a la lógica de negocio se realizan en los huecos, generalmente representados como métodos de acción de los elementos de la interfaz.
Los problemas con este antipatrón son:
- El código asociado a cada botón crece de manera inmanejable, parte de la lógica del negocio termina implantada dentro de la interfaz.
- Se dificultan los cambios en la interfaz usuario o el agregar una nueva interfaz a las ya existentes.
- Se dificulta la organización de las pruebas unitarias de la aplicación.

## Ejemplo (en Borland Delphi)
```
procedure TForm1.Button1Click(Sender: TObject);
var
  reg:TRegistry;
begin
  reg:=TRegistry.Create;
  try
    reg.RootKey:=HKey_Current_User;
    if reg.OpenKey('\Mi\Empresa', true) then
    begin
      reg.WriteString('Filename',edit1.text);
    end;
  finally
    reg.Free;
  end;
end;
```

Una mejor manera de trabajar es el colocar la lógica del negocio (en este ejemplo, el manejo del archivo) en una clase perteneciente a la lógica del negocio que será llamada desde la interfaz.
```
type
 TPreferences = class
 private
   FFilename: string;
   procedure SetFilename(const Value: string);
 public
   property Filename:string read FFilename write SetFilename;
   procedure Load;
   procedure Save;
 end;
```

```
procedure TForm1.Button1Click(Sender: TObject);
begin
  Preferences.Save;
end;
```

```
procedure TForm1.Edit1Change(Sender: TObject);
begin
  Preferences.Filename:=edit1.text;
end;
```

- Datos: Q4274006